# Attack of the Mutant Camels
Attack of the Mutant Camels ist ein surrealistisches Computerspiel, das Anfang der 1980er-Jahre für den Commodore 64 und Atari-8-Bit-Computer produziert wurde. Bei dem Spiel handelt es sich um ein Scrolling-Shooter-Spiel. Das Spiel wurde von Jeff Minter programmiert. Veröffentlicht wurde es von Jeff Minters eigenem Unternehmen Llamasoft im Jahr 1983.
Die Aufgabe des Spielers ist es mit einem kleinen Düsenflugzeug riesige gelbe Kamele zu erschießen, bevor diese an der Heimatbasis des Spielers ankommen. Jedes Kamel muss mehrfach vom Spieler getroffen werden, bevor es getötet wird. Gleichzeitig wird das Spiel dadurch erschwert, dass die Kamele ihrerseits zurückschießen.
Verwirrenderweise wurde in den USA auch ein völlig andersartiges Spiel Minters aus der Gridrunner-Reihe unter dem Titel "Attack of the Mutant Camels" veröffentlicht.

## Hintergrund
Das Spiel ist ein Klon des 1982 erschienenen Computerspiels Star Wars: The Empire Strikes Back von Parker Brothers.

## Nachfolger
Revenge of the Mutant Camels wurde 1984 für die Computersysteme Amiga, Atari ST, Commodore 64 und IBM PC veröffentlicht. Die Commodore-64-Version des Spiels wurde kommerziell vertrieben, alle anderen Portierungen wurden als Shareware angeboten.
Die Hintergrundmusik für die Commodore-64-Version wurde geschrieben von James Lisney und basiert auf dem Ballett égyptien von Alexandre Luigini.
1987 erschien noch ein letzter Teil, Revenge of the Mutant Camels II, auch als Return of the Mutant Camels bekannt. Dieser Teil wurde 2002 für Windows neu aufgelegt.